# グラハム・ナッシュ
グラハム・ウィリアム・ナッシュ（Graham William Nash OBE、1942年2月2日 - ）は、イングランド出身のミュージシャン、シンガー・ソングライター。
1960年代からホリーズ、クロスビー、スティルス、ナッシュ&ヤングなどのグループで活躍した。プロの写真家でもある。

## キャリア
ランカシャーのブラックプール出身。

### ホリーズ
1960年代前半にホリーズを結成。バンドのレパートリーの作曲を多く手掛け、グループの中心人物と見做された。ホリーズのサウンド、歌詞におけるヒッピー的な要素は主に彼がもたらしたものである。Evolution、Butterfly などの実験的なサウンド作りを推し進めた。
しかしながら、あくまでもポップ・バンドとしてヒットチャートを狙うことを期待するマネジメントやレコード会社、"King Midas In Reverse" に象徴されるような彼の音学的進歩がファンに受け入れられないことなどに苛立ち、徐々にホリーズでの活動に対する熱意を失ってゆく。
1968年、アメリカから帰国後、ホリーズを脱退した。

### クロスビー、スティルス、ナッシュ&ヤング
訪米中に知り合った元バーズのデヴィッド・クロスビー、元バッファロー・スプリングフィールドのスティーヴン・スティルスとクロスビー、スティルス&ナッシュ（CSN）を結成する。彼等は後にニール・ヤング（元バッファロー・スプリングフィールド）を迎えてクロスビー、スティルス、ナッシュ&ヤング（CSNY）となり、さらに世界規模の成功を獲得する。
CSNYのメンバーに「ウィリー」の愛称で呼ばれた彼は、メンバーの脆い人間関係を補強する接着剤としての役割を果たした。

### ソロ、クロスビー&ナッシュなど
ナッシュは1972年からクロスビーとコンビを組んでおり、1977年にCSNが再結成されるまでの間、クロスビー&ナッシュとして活動した。彼は最大の親友であるクロスビーが1980年代に麻薬中毒で苦しんだ時には、献身的にサポートした。
彼は40年以上に亘る音楽キャリアの中で個人名義のアルバムをそれほど多くは制作しておらず、70年代に発表したソロ・アルバムは2作でクロスビー＆ナッシュの4作を下回る。彼のソロ活動はCSNやCSNYの活動再開でしばしば棚上げされた。
彼の作品にはメロディとバラードへの愛情がふんだんに盛り込まれたものが多く、ジャズフィーリングや電子ドラムなど実験的な音づくりを盛り込んだ楽曲も、基本的にはキャッチーなポップミュージックのフォーマットからほとんど外れない作風を呈していることが特徴である。
1983年、デビュー20周年を記念してホリーズに復帰、2枚のアルバムをリリースした。
1997年、CSNがロックの殿堂入りを果たした。

### 2000年代以降
2005年、a-haのアルバム "Analogue" に収録された "Over the Treetops" （ポール・ワークター＝サヴォイ作）、"Cosy Prisons" （マグネ・フルホルメン作）の2曲に参加した。
2006年、クロスビーと共にデヴィッド・ギルモアの3枚目のソロ・アルバム『オン・アン・アイランド』のタイトル・トラックに参加した。3月にリリースされた同作はUKチャートの1位に輝いた。ナッシュとクロスビーは、ギルモアのツアーにも同行し、「オン・アン・アイランド」「クレイジー・ダイアモンド」、CSNYの「自由の値」などを歌った。
2008年5月には、アメリカの人気コンテスト番組「アメリカン・アイドル」シーズン7のフィナーレに登場。Top 5で敗退したブルック・ホワイトと共に「ティーチ・ユア・チルドレン」を歌った。
2010年、ホリーズがロックの殿堂入りを果たし、彼は通算2回目の受賞者になった。同年6月12日には、永年の音楽界での活躍に対しOBEを授与された。
2020年3月29日、新型コロナウイルスの流行により各国で外出禁止の措置がなされる中、自宅からライブ演奏を配信した。「どうか家にいて下さい。手を洗って、コロナウイルスの拡大を防いで下さい」と訴え、「僕達の家」、スティーヴン・スティルスの「4+20」、「ティーチ・ユア・チルドレン」の3曲を演奏した。

## 活動家として
ナッシュはCSN結成のためにカリフォルニアに移ってから、政治的な活動にも積極的になった。その傾向は初のソロ・アルバム『ソングス・フォー・ビギナーズ』（1971年）に収録された"Military Madness" や "Chicago" などにも現れている。クロスビー&ナッシュの最初のアルバム『グラハム・ナッシュ=デイヴィッド・クロスビー』（1972年）に収録された "Immigration Man" は、アメリカ滞在中に起こった税関職員とのいざこざを題材にしたものである。
1979年3月にスリーマイル島原子力発電所事故が起きた際には、脱原発と安全なエネルギーの普及促進を訴えるミュージシャンのグループであるMusicians United for Safe Energy (MUSE) を共同設立した。

## ディスコグラフィ
- ホリーズ、クロスビー、スティルス、ナッシュ&ヤングも参照のこと

### ソロ名義
- Songs for Beginners (Atlantic 1971) US #15
- Wild Tales (Atlantic 1973) US #34
- Earth & Sky (EMI 1980) US #117
- Innocent Eyes (Atlantic 1986) US #136
- Songs for Survivors (Artemis 2002)
- Reflections (Rhino 2009)
- This Path Tonight (Blue Castle Records 2016)
- Now (BMG 2023)

### クロスビー&ナッシュ
- Graham Nash David Crosby (Atlantic 1972)
- Wind on the Water (ABC 1975)
- Whistling Down the Wire (ABC 1976)
- Crosby-Nash Live (ABC 1977)
- The Best of Crosby & Nash (Atlantic 1978)
- Another Stoney Evening (Arista 1998)
- Bittersweet (Hallmark 2002)
- The Best of Crosby & Nash: The ABC Years (MCA 2002)
- Crosby・Nash (Sanctuary 2004)
- Crosby・Nash: Highlights (Sanctuary 2006)

### その他
- Eklektikos Live (2005) - "Our House"
- Francesco Lucarelli - Find The Light (Route61 2010) - Graham sings and plays harmonica on "Mr. Sunshine"

## 著書
- Nash, Graham (2014). Wild Tales: A Rock & Roll Life. Penguin. ISBN 978-0241968048